# 633909 Lazutkin
633909 Lazutkin è un asteroide della fascia principale. Scoperto nel 2010, presenta un'orbita caratterizzata da un semiasse maggiore pari a 1,866589 UA e da un'eccentricità di 0,104023, inclinata di 21,403034ª rispetto all'eclittica.